# Jaroslav Votruba (politik)
Jaroslav Votruba (21. srpna 1908 - ???) byl český a československý politik Komunistické strany Československa a poúnorový poslanec Národního shromáždění ČSSR a Sněmovny lidu Federálního shromáždění.

## Biografie
K roku 1968 se zmiňuje coby důlní tesař z volebního obvodu Hořovice.
Ve volbách roku 1964 byl zvolen za KSČ do Národního shromáždění ČSSR za Středočeský kraj. V Národním shromáždění zasedal až do konce volebního období parlamentu v roce 1968.
Po federalizaci Československa usedl roku 1969 do Sněmovny lidu Federálního shromáždění (volební obvod Hořovice), kde setrval do konce volebního období parlamentu, tedy do voleb roku 1971.